# Vladímir Volegov
Vladímir Volegov (Jabárovsk, 19 de diciembre de 1957) es un artista visual polifacético ruso, residente en España.
Comenzó su carrera en Moscú como diseñador gráfico para grabaciones de música, historietas y carteles comerciales. Su expresión artística, sin embargo, ha despuntado en Occidente principalmente por sus óleos realistas, de colores brillantes que a menudo representan escenas románticas la de vida familiar al aire libre.

## Carrera
Volegov estudió en el Instituto Poligráfico de Leópolis, donde se graduó en 1986. Pocos años después, comenzó una exitosa carrera en Moscú como artista gráfico trabajando en las industrias de música, historietas cómicas y publicidad. Como diseñador de carátulas de CD de música, los créditos a Volegov son reconocidos en grabaciones de muchos artistas rusos reconocidos, entre ellos Alla Pugacheva, Philipp Kirkorov, Lyube, Valery Leontiev, Lyudmila Gurchenko, Irina Allegrova y muchos otros.
A partir de 1986, Volegov viaja por Europa occidental como pintor nómada. Entretanto desarrolla su estilo pictórico glamoroso y realista, representando a menudo la belleza femenina, la maternidad y la infancia en entornos románticos. En 2015 Volegov fue reseñado favorablemente en revista American Art Collector con ocasión de ser artista invitado en la exposición aniversario de la Galería Waterhouse en Santa Bárbara (California).
Volegov ha ganado fama también por sus muñecas artísticas en miniatura que representan a celebridades, las cuales se han exhibido en ferias especializadas en París, Nueva York y Barcelona, entre otras ciudades.
Volegov es además un prolífico educador en pintura; ha enseñado su arte en todo el mundo a través de tutorías personales, talleres, y mediante la producción de gran cantidad de videos disponibles gratuitamente que muestran diversos aspectos de su técnica de pintura al óleo.